# Кузнецов, Сергей Васильевич (футболист, 1950)
Сергей Васильевич Кузнецов (30 ноября 1950, пос. Каменоломня, Сакский район, Крымская область, РСФСР, СССР) — советский футболист, защитник, полузащитник. Мастер спорта СССР (1972).

## Карьера

### Клубная
В составе ворошиловградской «Зари» стал чемпионом СССР в 1972 году. В составе киевского «Динамо» в двух чемпионских сезонах провёл 11 (1975 год) и 7 (1977 год) матчей, стал обладателем Кубка обладателей Кубков УЕФА 1975.

### В сборной
Летом 1972 года сыграл три матча за сборную СССР.

## Достижения
- Обладатель Суперкубка УЕФА: 1975
- Орден «За заслуги» (Украина) ІІІ (2015)[1]
- Орден «За заслуги» (Украина) ІІ (2020)[2]

## Личная жизнь
Старший брат Виктор также футболист и тренер.